# XRCO Award
XRCO Award – nagroda filmowa przyznawana corocznie twórcom pornografii przez amerykańskie stowarzyszenie X-Rated Critics Organization. Nagrody przyznawane są wyłącznie przez członków tejże organizacji. W przeciwieństwie do gal AVN i XBIZ, które przyznają także nagrody publiczności.
Nagrody XRCO przyznawane są w trzydziestu kategoriach, w tym m.in. dla najlepszego aktora i aktorki oraz reżysera. Zwieńczenie ceremonii stanowi wprowadzenie najbardziej utytułowanych przedstawicieli przemysłu dla dorosłych do Alei Sław (Hall of Fame). 
XRCO Awards były początkowo, potocznie nazywane pornograficznymi Oscarami. W latach późniejszych przydomek ten zyskała ceremonia AVN Awards.